# NGC 7190
NGC 7190 је лентикуларна галаксија у сазвежђу Пегаз која се налази на NGC листи објеката дубоког неба.
Деклинација објекта је + 11° 11' 59" а ректасцензија 22h 3m 6,6s. Привидна величина (магнитуда) објекта NGC 7190 износи 13,9 а фотографска магнитуда 14,8. NGC 7190 је још познат и под ознакама UGC 11885, CGCG 428-19, NPM1G +10.0537, PGC 67928.